# Rhene phuntsholingensis
Rhene phuntsholingensis là một loài nhện trong họ Salticidae.
Loài này thuộc chi Rhene. Rhene phuntsholingensis được Jastrzebski miêu tả năm 1997.